# Натальино (Данковский район)
Натальино — деревня Спешнево-Ивановского сельсовета, Данковского района, Липецкой области.

## География
Деревня находится на левом берегу реки Вязовка. Западе граничит с селом Ярославы. На противоположном берегу располагается деревня Апраксино.
Через Натальино проходит просёлочная дорога, а по северу деревни — автодорога 42К-122.

## Население
| 2010 |
| ---- |
| 12   |